# The Contender (televisieserie)
The Contender was een Amerikaans sport-realityserie over boksen, gemaakt door Mark Burnett. De eerste aflevering werd uitgezonden op 7 maart 2005 op NBC.  De serie werd vervolgd met vier seizoenen, waarvan de laatste in 2018. Het eerste seizoen werd gepresenteerd door Sylvester Stallone en Sugar Ray Leonard. Ook presenteerde Leonard het tweede en derde seizoen. Hij verliet de serie na seizoen drie en Tony Danza trad toe als zijn vervanger. Het vijfde seizoen werd gepresenteerd door Andre Ward.

## Inhoud
De serie heeft het format van een spelshow, waarbij de boksers zijn verdeeld in twee teams op basis van hun woonplaats aan de oostkust of westkust (of simpelweg "oost" en "west"). Deze teams wonen samen in groepswoningen in Pasadena, Californië, in het historische Royal Laundry Building aan Raymond Avenue en strijden om het recht om te kiezen wie van hun teamleden die week vecht en tegen wie hij vecht. De meeste van de tweede helft van de afleveringen van een uur zijn gewijd aan dat gevecht: de verliezer is uitgeschakeld. 16 boksers strijden uiteindelijk om een inzet van een miljoen dollar en een eindgevecht in Caesars Palace.

## Afleveringen
| Seizoen | Afleveringen | Afleveringen | Uitzenddata (VS)  | Uitzenddata (VS)   | Winnaar       | Winnaar       | Bron  | Bron |
| Seizoen | Afleveringen | Afleveringen | Eerste aflevering | Laatste aflevering | Winnaar       | Winnaar       | Bron  | Bron |
| ------- | ------------ | ------------ | ----------------- | ------------------ | ------------- | ------------- | ----- | ---- |
| 1       | 16           | 16           | 7 maart 2005      | 24 mei 2005        | Sergio Mora   | Sergio Mora   | [ 1 ] |      |
| 2       | 12           | 12           | 18 juli 2006      | 26 september 2006  | Grady Brewer  | Grady Brewer  | [ 2 ] |      |
| 3       | 10           | 10           | 4 september 2007  | 6 november 2007    | Sakio Bika    | Sakio Bika    | [ 3 ] |      |
| 4       | 12           | 12           | 3 december 2008   | 25 februari 2009   | Troy Ross     | Troy Ross     | [ 4 ] |      |
| 5       | 12           | 12           | 24 augustus 2018  | 9 november 2018    | Brandon Adams | Brandon Adams | [ 5 ] |      |

## Gastoptredens
- Paula Abdul
- Babyface
- Josh Brolin
- David Carradine
- Bo Derek
- Cameron Diaz
- Vin Diesel
- Angelo Dundee
- Omar Epps
- Steve Forbes
- George Foreman
- Mel Gibson
- Bill Goldberg
- Jeff Goldblum
- Cuba Gooding jr.
- Melanie Griffith
- Hulk Hogan
- Ja Rule
- Caitlyn Jenner
- Kenny G
- Jay Leno
- Mr. T
- Eddie Murphy
- Chuck Norris
- Trey Parker
- Chris Penn
- Burt Reynolds
- Mickey Rooney
- Meg Ryan
- William Shatner
- Gene Simmons
- Frank Stallone
- Matt Stone
- Sharon Stone
- Justin Timberlake
- Carl Weathers

## Prijzen en nominaties
| Jaar | Prijs                 | Categorie | Genomineerde(n) | Uitslag     |
| ---- | --------------------- | --- | --- | ----------- |
| 2005 | Primetime Emmy Awards | Uitstekende cinematografie voor non-fictieprogrammering (enkele of meerdere camera's), voor aflevering "The Final Four"      | Uitstekende cinematografie voor non-fictieprogrammering (enkele of meerdere camera's), voor aflevering "The Final Four"      | Genomineerd |
| 2005 | Primetime Emmy Awards | Uitstekende beeldbewerking voor non-fictieprogrammering (enkele of meerdere camera's), voor aflevering "The Hangman's Noose" | Uitstekende beeldbewerking voor non-fictieprogrammering (enkele of meerdere camera's), voor aflevering "The Hangman's Noose" | Genomineerd |
| 2007 | Sports Emmy Awards    | Bewerkte sportseries / Anthologies                                                                                           | ESPN (productiebedrijf / distributeur) & NBC (distributeur)                                                                  | Genomineerd |

## Internationale versies
| Land      | Titel                   | Netwerk | Netwerk | Afleveringen | Afleveringen | Uitzenddata       | Uitzenddata        | Winnaar            | Winnaar            | Bron  | Bron |
| Land      | Titel                   | Netwerk | Netwerk | Afleveringen | Afleveringen | Eerste aflevering | Laatste aflevering | Winnaar            | Winnaar            | Bron  | Bron |
| --------- | ----------------------- | ------- | ------- | ------------ | ------------ | ----------------- | ------------------ | ------------------ | ------------------ | ----- | ---- |
| Azië      | The Contender Asia      | AXN     | AXN     | 15           | 15           | 16 januari 2008   | 23 april 2008      | Yodsanklai Fairtex | Yodsanklai Fairtex | [ 6 ] |      |
| Australië | The Contender Australia | Fox8    | Fox8    | 11           | 11           | 2 november 2009   | 11 januari 2010    | Garth Wood         | Garth Wood         | [ 7 ] |      |